# 崇仁科技
崇仁科技事業股份有限公司，是一家臺灣的醫療器材製造公司，由李清昭等人於1986年創立。2019年被亞洲私募基金今翊資本（Nexus Point）收購，由今翊資本創辦人龔國權出任董事長。

## 簡史
1986年，從事醫療器材銷售的李清昭與兩位朋友創立崇仁科技。總部位於宜蘭縣五結鄉。
最初的方向為醫療器材研發，但未幾認為難以生存，轉為製造顧問及代理行銷。後來轉型為替外國大廠代工人工呼吸器材的製造商。1996年，創立GaleMed品牌。
2005年，MR-100™ Plus 人工呼吸球榮獲國家品質獎
2019年4月，李清昭決定退休，低調將股權售予今翊資本，董事長一職由今翊資本的龔國權接任。
2021年, 崇仁科技榮獲台灣SNQ國家品質標章
2023年1月，崇仁科技已取得第三方認可機構德國萊因TÜV核發之MDR證書，其中包含歐盟認證的24個產品類別和839個產品項，亦涵蓋所有二類呼吸照護之一次性配件與週邊組件

## 業務
產品以呼吸器材為主，如急救甦醒球、呼吸機、拍痰器、氧氣面罩、呼吸訓練器等，亦有電氣手術刀等其他醫療器材。在呼吸器材領域為臺灣以至全球的主要製造商之一，亦是臺灣最早投入嬰兒呼吸機的廠商。而急救甦醒球的市場佔有率更為全球第一。
2020年3月，即2019冠狀病毒疫情爆發初期，各地急需醫療物資備用。其時崇仁科技在廈門設立的合資公司，與當地醫療耗材供應商一起分別將崇仁科技於廈門生產的醫療物資部分捐贈予最早爆發疫情的中國大陸城市武漢。中央流行疫情指揮中心石崇良表示，臺灣每10萬人61台 比國外多很多。臺灣並未禁止呼吸器出口。  崇仁科技發表聲明，該批物資由廈門廠房生產，並非由臺灣出口。

## 外部連結
崇仁科技官方網站